# Marià Andreu i Estany
Marià Andreu i Estany (Mataró, 1888 - Biarritz, 1976) va ser un pintor, dibuixant, gravador, escultor, esmaltador, decorador i escenògraf. Hi ha obres seves, entre altres llocs, al Museu de les Arts Escèniques i al Museu d'Art Modern de Barcelona.
El seu pare fou el metge mataroní Joaquim Andreu i Cabanellas. L'artista nasqué a Mataró el 7 de novembre de 1888 però al cap de poc la seva família va traslladar la seva residència a Barcelona.

## Formació artística
La seva formació fou pràcticament autodidacta, només assistí pocs mesos a l'Acadèmia Galí de Barcelona i a l'Escola Municipal de Belles Arts de Londres, on va aprendre la tècnica de l'esmalt. El 1911 celebrà la seva primera exposició a Barcelona a la sala Faianç Català. L'exposició fou una mostra col·lectiva on també van participar Laura Albéniz, Néstor M. Fernández de la Torre i Ismael Smith. Tot i no ser un grup clarament diferenciat per un gust estètic concret, sembla que fou Nèstor qui motivà l'associació. En aquesta mostra Marià presentà dibuixos, aiguaforts i esmalts. La crítica que Folch i Torres dedicà a l'exposició destaca la mufla ornamentada amb què Marià realitzava els seus esmalts i el considerà l'artista més sòlid de l'exposició. El mateix 1911 tornà a Catalunya on s'instal·là en un taller d'esmalt a Blanes per tal de preparar una exposició que no se celebraria fins al 1913. Durant aquest període treballà com a il·lustrador per a la revista Picarol amb uns dibuixos que mostren una gran influència de l'artista anglès Aubrey Beardsley. La lectura que el noucentisme va fer del seu treball era sempre relativa al preciosisme i a l'habilitat en el desenvolupament de l'ofici més que en l'exercici intel·lectual de les seves obres. Des de 1920 i fins al 1935 exposa regularment als Salons de Tardor de París (Grand Palais i Teuleries). El 1924 abandonà definitivament la tècnica de l'esmalt i es començà a dedicar plenament a l'escenografia i la il·lustració. Finalment s'instal·là a París, on residiria fins al 1945, any en què s'establí a Biarritz.
Ja en les seves primeres obres es manifestà el seu agut sentit ornamental, que, a partir de formes relacionades amb l'Art Nouveau el portà a un classicisme impregnat d'aspectes manieristes. En les seves obres, de línies molt depurades, preocupació volumètrica i un acoloriment suau, va cultivar en especial temes de circ i de la  Commedia dell'Arte .

## Gravador
Excel·lent gravador, se li deu la il·lustració en molt bones edicions de bibliòfil: en aquest aspecte, destaquen les seves litografies per a Encore un instant de bonheur, Le voyageur solitaire, La petite infante de Castille i La Maître de Santiago (de Henry de Montherlant). Amphitrion 38 i La guerre de Troie n'aura pas lieu de Jean Giraudoux i Thésée d'André Gide, entre d'altres.

## Escenògraf
Descobrí de ben petit, gràcies a la seva proximitat a l'espai, les escenografies del Teatre del Circ barcelonès, cosa que deixà marcada la seva vocació. Fou des de la dècada de 1910 que es començà a dedicar a l'escenografia, amb la qual resumí d'alguna manera les tendències i renovacions escenogràfiques de la primera meitat del s. XX. Com a escenògraf destacà sobretot per la seva barreja de tendències decorativistes i expressionistes, a través de l'estilització dels motius i sobretot, l'ús del color, que tant el caracteritzava. El color d'Andreu estava plegat de grans contrasts i intensitats, amb alternacions en els seus telons de la bidimensionalitat i els elements volumètrics.
Una labor important, que podem exemplificar amb els següents treballs:
- per a Odyseus, d'Offenbach, obra estrenada a Múnic l'any 1913
- Per al ballet Sonatina de Ernesto Halffter, estrenat a París per Antonia Mercè "l'Argentina"
- Per Don Juan de Fokine, inspirat en personatges de Velázquez, estrenat el 1936 en col·laboració amb els Ballets de Montecarlo
- Per Don Juan de Gluck, amb coreografia de Mikhaïl Fokin, que es donà conèixer a Londres el 1937
- Per Jota aragonesa, de Glinka, amb coreografia de Fokine estrenada el 1938
- Per Capricho español, de Nikolái Rimski-Kórsakov, interpretada per Tamara Toumanova i la qual va ser portada al cinema per Warner-Bros amb el títol de Fiesta española.
- Per La Maître de Santiago de Henry de Montherlant, estrenada a París el 1948
- Les decoracions i el vestuari per la comèdia Much to do about nothing, representada en el Shakespeare Memorial Theater, en ocasió dels Festivals de Stratford-upon-Avon, el 1949.

## Fons
El Centre de Documentació i Museu de les Arts Escèniques conserva una part dels dissenys de l'artista. Es poden trobar a l'Escena Digital del MAE.